# 野久尾尚志
野久尾 尚志（のくお たかし）は、日本の建築家で広島国際大学社会環境科学部建築創造学科教授を務めた。社会福祉法人いたる臨床発達指導センター理事。

## 来歴
大阪工業大学建築学科を1970年3月に卒業し 翼建築設計事務所に入社した。1975年より級建築士事務所アトリエNを主宰する。
1980年に株式会社地域計画設計設立に際して代表取締役に就任した（2002年より顧問となり、2013年に退任）。
2002年に広島国際大学社会環境科学部建築創造学科教授に就任する。2013年に広島国際大学を退職した。2014年から同大学工学部大学院非常勤講師となる。2014年7月、事務所を東京都より宮崎県に移転する。
この間、2002年 -2008年に広島県福祉用具・住宅改修支援協議会委員長を務めた。
作品に高齢者ケアセンターはちす苑、世田谷区立高齢者在宅サービスセンター及び高齢者住宅、東京都小笠原村地域福祉センター等がある

## 賞歴
- 日本建築学会設計競技(肢体不自由児のための養護学校)最優秀賞：1981年